# Province d'Oshima

Oshima (渡島国, Oshima no kuni) est une ancienne province du Japon qui se trouvait sur l'île de Hokkaido. La province a eu une courte durée de vie.
Elle correspond aux actuelles sous-préfectures d'Oshima et de Hiyama.

## Histoire
- 15 août 1869 : la province d'Oshima est établie et divisée en 7 districts.
- 1872 : la population de la province est de 75 830 habitants.
- 1882 : toutes les provinces de Hokkaido fusionnent.

## Districts
- Kameda (亀田郡, gun?)
- Kayabe (茅部郡?)
- Kamiiso (上磯郡?)
- Fukushima (福島郡?) a fusionné avec le district de Tsugaru pour former le nouveau district de Matsumae.
- Tsugaru (津軽郡?) a fusionné avec le district de Fukushima pour former le nouveau district de Matsumae.
- Hiyama (檜山郡?)
- Nishi (爾志郡?)